# Cordicomus instabilis instabilis
Cordicomus instabilis instabilis é uma subespécie de insetos coleópteros polífagos pertencente à família Anthicidae.
A autoridade científica da subespécie é W. L. E. Schmidt, tendo sido descrita no ano de 1842.
Trata-se de uma subespécie presente no território português.